# Tone Kralj
Tone Kralj (Sagoritza, 23 agosto 1900 – Lubiana, 9 settembre 1975) è stato uno scultore e pittore sloveno con cittadinanza jugoslava.

## Biografia
Nato in una famiglia slovena nella Carniola inferiore, studiò scultura a Praga e completò la sua formazione artistica tra Vienna, Parigi e Venezia. S'iscrisse anche ad architettura a Roma, ma non proseguì gli studi. Sul finire degli anni venti iniziò a specializzarsi in arte sacra.
Negli anni trenta Kralj iniziò ad essere contattato da diversi parroci sloveni della Venezia Giulia per affrescare le loro chiese. In quelle stesse terre il regime fascista aveva già intrapreso da diversi anni una serie di politiche repressive e l'italianizzazione forzata contro la minoranza slovena. Kralj, fervente cattolico ed antifascista, decise così di rappresentare le sofferenze del popolo sloveno in un'ottica biblica e religiosa. Al contrario personaggi come Benito Mussolini e Gabriele D'Annunzio furono inseriti nelle sue opere raffigurati come diavoli o flagellatori del Cristo. Complessivamente Kralj affrescò una quarantina di chiese in tutte le province giuliane.
Nel 1954 illustrò la ristampa del libro Martin Krpan di Fran Levstik. Fu insignito del premio Levstik nel 1950 e del premio Prešeren nel 1972.
Sua madre era Marjeta Kralj e suo padre Janez Kralj